# Захаренко Всеволод Борисович
Всéволод Бори́сович Захáренко (нар. 19 березня 1921 — 5 липня 1993)  —український ентомолог,  автор ґрунтовних досліджень твердокрилих  комах прісноводної фауни України. Кандидат біологічних наук, доцент.

## Біографія
Всеволод Борисович Захаренко народився  19 березня 1921 року в місті Гадяч  на Полтавщині в родині службовця.  Закінчивши у  Полтаві середню школу (1938), він поступив на біологічний факультет Харківського державного університету.  Навчання перервала   війна. Вона застала його у Полтаві. Тут юнак пережив два роки окупації, а після визволення міста радянськими військами став до лав Радянської Армії. У складі I й II Українських фронтів він брав участь у боях в Україні, на території Чехословаччині та Німеччини. Служив він гвардії рядовим, розвідником штабної батареї 7-го Гвардійського повітряно-десантного артполка 9-ї Гвардійської повітряно-десантної Полтавської дивізії. 2 березня 1945 року був поранений. Витяг з його нагородного листа:    
 «28 марта 1945 года при взятии села Михельсдорф товарищ Захаренко, находясь на наблюдательном пункте командира полка и наблюдая за противником, обнаружил скопление вражеской пехоты, которые с левого фланга обходили наши боевые порядки. Товарищу Захаренко было приказано пробраться к батарее, находящейся в 300 метрах от наблюдательного пункта и о замеченном доложить командиру батареи. Путь к батарее был перерезан вражескими автоматчиками. Выполняя задание, товарищ Захаренко был замечен немцами, которые решили взять его в плен. Приняв неравный бой товарищ Захаренко огнём из своего оружия убил пять автоматчиков и выполнил данное ему приказание. Взвод вражеской пехоты в количестве 35 человек был уничтожен огнём нашей артиллерии.

21 апреля 1945 года на высоте 143.9 командир полка приказал товарищу Захаренко с 2-мя разведчиками пройти на западную. окраину леса <…> для выявления огневых точек противника. Несмотря на сильный артиллерийский огонь противника, товарищ Захаренко с разведчиками <…> установили скопление танков и бронетранспортёров противника, 3 миномётных батарей и засекли огонь семи пулемётных точек. Возвращаясь с задания заметил вражескую автомашину, шедшую с боеприпасами. <…> товарищ Захаренко напал на машину, забросал её гранатами, в результате чего машина была взорвана, убито два солдата и захвачен контрольный пленный <…> Достоин паравительственной награды ордена "Отечественная война" первой степени. 9 мая 1945 года ...»
Після демобілізації (1945) Всеволод Борисович завершив навчання в університеті (1947).  Тут він спеціалізувався на ентомології, керівником його став  С.І. Медведєв.  На здібного випускника  звернув увагу професор Харківського зоотехнічного інституту знаний зоолог  Є. І. Лукін  і запросив його на посаду асистента кафедри зоології.   З березня 1947 року Всеволод Захаренко провадив заняття  з зоології, а одержавши згодом диплом – курси   бджільництва  й  дарвінізму.  
У ті ж роки він розпочав власні наукові дослідження. За пропозицією Є. І. Лукіна і під його керуванням він почав вивчати  комах – мешканців ставків та тимчасових водойм Північного Заходу України.  Дослідження тривало сім років і завершилося захистом кандидатської дисертації (1955).  У 1961 році його затвердили у званні доцента.  Через два роки у Харківському педінституті  організували кафедру зоології і  Всеволода Борисовича  обрали її доцентом .
5 вересня 1993 року він помер.

## Наукова діяльність
Основні наукові інтереси В. Захаренка були  сконцентровані на всебічному вивченні  водяних комах, головним чином жуків з родин плавунцеві,  водолюби,  вертячки й  плавунчики. Він досліджував  їх систематику,  географічне поширення,  екологію і практичне значення. Зокрема, видовий склад  водяних жуків  Сіверського Донця, Північної Двіни на території Білорусі, водойм у басейні Печори.  Матеріал для досліджень він збирав у численних експедиціях. На висновках його досліджень базувалися  рекомендації щодо гідробіологічного режиму штучних водойм, покращення кормової бази та умов риборозведення, збереження рибних запасів. Він виявив закономірності змін водних біоценозів внаслідок діяльності людини .
Всеволод Борисович брав участь у I, III і IV з’їздах Всесоюзного  гідробіологічного і  IV з’їзду Українського ентомологічного  товариств, VII міжнародного симпозіуму з ентомофауни Середньої Європи (Ленінград, 1977),  сесії відділення біології Академії наук СРСР і МДУ з нагоди 90-річчя від дня народження академіка І. І. Шмальгаузена.
Володіння основними європейськими мовами дозволила В. Захарченку працювати позаштатним референтом  у Всесоюзному інституті науково-технічної інформації. Він складав реферати новітніх публікацій з ентомології, загальної біології,  біоценології та гідробіології.  
Перелік основних друкованих наукових праць вченого див..

## Викладацька діяльність
В. Б. Захаренко відзначався широкою біологічною ерудицією,  відмінним володінням навчальним матеріалом, вмінням викласти його логічно, доступно і наочно. Добре знаючи місцеву фауну, він проводив чудові екскурсії у природу для студентів-біологів.
 «Його лекції з дарвінізму приходили слухати студенти-біологи з інших вишів Харкова. В окремі роки він читав лекції з біологічних дисциплін на англійській мові <…>.  Разом з тим він був принциповим і вимогливим до знань студентів. Інколи він засмучував керівництво, знижуючи статистичні показники якісної успішності студентів. Начальство він не любив, і тримався від нього подалі, і воно відповідало йому тим самим <…>. Мене вражали його чарівність, делікатність, висока інтелігентність, тонкий гумор, зворушлива турбота про своїх близьких і разом з тим, неабияка скромність, спартанська невибагливість у польових походних умовах, набута, мабуть, ще з тих суворих військових років»
На честь вченого названо новий для науки вид комах – водяного жука Haliplus zacharenkoi Gramma in Gramma et Prisny, 1973 .

## Сім’я[6]
- Дружина – Ганна Афанасіївна Шинкаренко, доктор біологічних наук,  професор,  старший науковий співробітник  Українського НДІ мікробіології  і імунології  (Харків).
- Син – О. В. Захаренко, знаний ентомолог, степознавець і природоохоронець, доктор біологічних наук, професор.